# Les Amants du Flore
Pour plus de détails, voir Fiche technique et Distribution.
Les Amants du Flore est un téléfilm dramatique français d'Ilan Duran Cohen, sorti en avril 2006 et diffusé sur France 3 le 6 septembre 2006.

## Synopsis
1924. Simone de Beauvoir, une jeune fille brillante et réservée, prépare l’agrégation de philosophie. Mais sous ses airs de jeune fille rangée, elle cache en réalité un tempérament singulier que seul Jean-Paul Sartre, un étudiant aussi doué que rebelle, parvient à deviner. Sartre, qui s’inspire de sa vie pour construire sa philosophie, va faire connaître à Simone son premier amour et l’entraîner dans une vie aussi riche que dissolue. Simone de Beauvoir n’en sortira pas indemne. Elle décide de sacrifier l’amour conventionnel au profit de l’édification de son œuvre. C’est ainsi qu’elle trouvera l’inspiration pour son œuvre majeure, Le Deuxième Sexe...

## Fiche technique
- Réalisation : Ilan Duran Cohen
- Scénario : Chantal de Rudder, Évelyne Pisier
- Production : Sophie Ravard, Nicolas Traube
- Photographie : Christophe Graillot
- Son : Frédéric Ullmann
- Montage : Hugues Orduna
- Distribution des rôles : Frédérique Amand
- Décors : Chantal Giuliani
- Costumes : Sylvie de Segonzac
- Musique : Grégoire Hetzel
- Genre : Biographie/drame
- Pays d'origine : France
- Format : couleur
- Durée : 105 minutes
- Date de sortie : 2006

## Distribution
- Anna Mouglalis : Simone de Beauvoir
- Lorànt Deutsch : Jean-Paul Sartre
- Caroline Sihol : Françoise de Beauvoir
- Kal Weber : Nelson Algren
- Clémence Poésy : Lumi
- Julien Baumgartner : Tyssen
- Sarah Stern : Tania
- Didier Sandre : Georges de Beauvoir
- Jennifer Decker : Marina
- Vladislav Galard : Paul Nizan
- Laetitia Spigarelli : Lola
- Robert Plagnol : Albert Camus
- Maria Guttierez : Albi
- Philippe Bardy : François Mauriac
- Nada Strancar : Directrice du Lycée

## Commentaire
Si plusieurs films ont, depuis fort longtemps, été consacrés aux époux Curie, le couple de Beauvoir-Sartre n'avait, curieusement jusqu'à présent, pas inspiré le cinéma. Les mémoires du « Castor » (La Force de l'âge et La Force des choses) publiés au début des années 1960 constituaient les uniques témoignages significatifs sur le sujet. Et puis il y eut les parutions, en 1997 puis en 2004, des correspondances entretenues par Simone de Beauvoir avec l'écrivain américain Nelson Algren et avec Jacques-Laurent Bost, un élève de Jean-Paul Sartre, venues écorner le mythe tout en pimentant la relation. Il n'en fallait pas plus (à l'exception peut-être du centenaire de la naissance du pape de l'existentialisme ou des vingt ans de la disparition de l'auteur des Mandarins) pour donner enfin naissance à un scénario.
Les Amants du Flore couvre la période allant de la rencontre, à la Sorbonne en 1929, des deux futurs écrivains et penseurs à la publication du célèbre Deuxième Sexe en 1949. Vingt ans marqués par leur succès à l'agrégation et le début de leur carrière d'enseignants en province, par les premières publications, par la Seconde Guerre mondiale et le décès de leur ami Paul Nizan tué au front en 1940, par les voyages séparés aux États-Unis et la création de la revue Les Temps modernes. Mais c'est avant tout au pacte conclu entre les deux auteurs et à son évolution, au sein de la « petite famille » (dont les membres ont été étrangement renommés) réunie par eux, que s'intéresse le téléfilm d'Ilan Duran Cohen. Plus comédie dramatique de mœurs que réelle biographie filmée, Les Amants du Flore, production diffusée en prime time sur une grande chaîne de télévision, se permet évidemment des imprécisions, des raccourcis et des impasses comme les absences de personnages cruciaux, la mère de Sartre, descendante des Schweitzer, ou Raymond Aron dont l'influence a été considérable sur la structuration de la pensée sartrienne.